# Casiphia vietnamica
Casiphia vietnamica là một loài bọ cánh cứng trong họ Cerambycidae.